# Marine Conservation Cambodia
 (juillet 2019).
Marine Conservation Cambodia (MCC) est une organisation de conservation marine à but non lucratif basée dans l'archipel de Kep.

## Historique et activités
MCC fut créée en 2008 par Paul Ferber dans l'objectif  de lutter contre la destruction de la faune marine et la surpêche dans les eaux cambodgiennes. L'ONG travailla d'abord dans la province de Preah Sihanouk, où elle prépara notamment la création de la première zone de protection marine du Cambodge autour des îles de Koh Rong et Koh Rong Sanloem, qui vit officiellement le jour le 16 juin 2016. 
En 2013, MCC fut invitée par le gouvernement local de la province de Kep à travailler sur l'établissement d'une seconde zone de protection marine dans l'archipel de Kep. Basée sur l'île de Koh Ach Seh, prêtée par le gouvernement de Kep, MCC a mis en œuvre depuis 2013 plusieurs projets de recherche et de conservation en vue de la création de cette zone de protection, parmi lesquels le recensement des différents herbiers marins et récifs coralliens présents dans l'archipel, l'étude des populations d'hippocampes et de dauphins de l'Irrawaddy, ou encore le déploiement de récifs artificiels. 
Depuis la création de la zone de protection marine de Kep le 12 avril 2018, MCC travaille en collaboration avec les autorités locales pour la gestion de la zone, et poursuit en parallèle ses activités de recherche et de conservation.